# Pååls

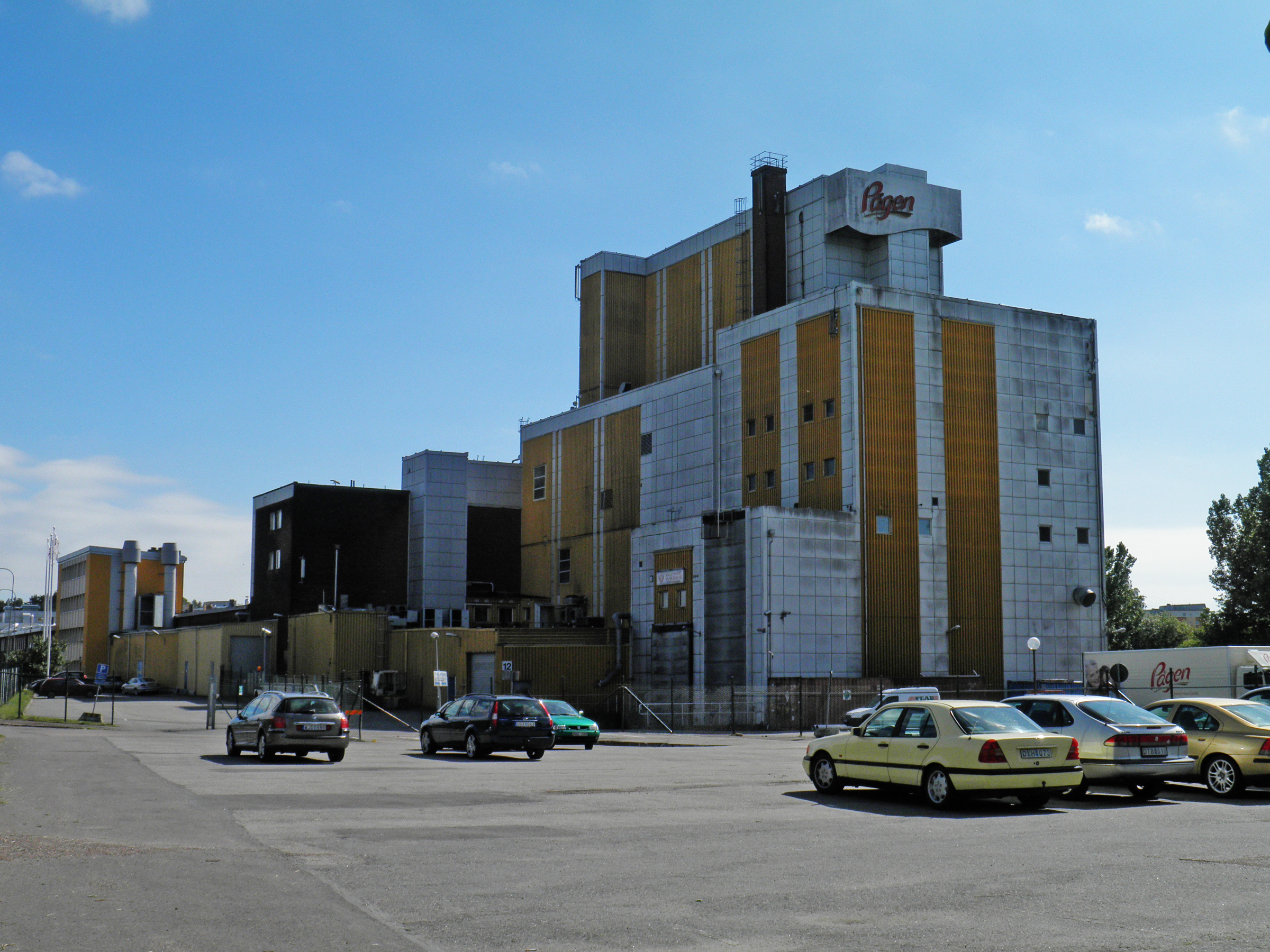
Pågens bageribyggnad i Högsbo industriområde, uppförd som Pååls Bröd AB

Pååls eller Pååls Bröd AB var den tid företaget existerade Göteborgs största bageri.
Olof Asklunds bageri vid Övre Husargatan, tillkommet under 1870-talet, och var på 1950-talet Göteborgs största bageri. Majornas Ångbageri, grundat 1895 hade på 1920-talet köpts av Frans Påhlsson, som var ägare till ett bageri i Malmö. 1958 köptes även Olof Asklunds bageri och de båda bagerierna slogs samman under namnet Pååls Bröd AB. På 1960-talet lades de båda äldre bagerierna ned och verksamheten flyttades till ett nytt större bageri i Högsbo. Vid Frans Påhlssons död ärvdes verksamheten i Malmö som ombildats till aktiebolag under namnet Pågen av sonen Tor Påhlsson, medan brodern Lars Påhlsson ärvde Pååls. Lars Påhlsson sålde dock i början av 1970-talet Pååls till sin bror, som gjorde det till dotterbolag till Pågen. 2000 fusionerades bolagen och tillverkningen i Högsbo fortsatte i Pågens regi.
Pååls var känt för att marknadsföra hönökakan och Roast'n'Toast.